# Sandra Prinsloo
Pour les articles homonymes, voir Prinsloo.
Sandra Prinsloo (ou Sandra Prinzlow), née le 15 septembre 1947, est une actrice d'Afrique du Sud et une présentatrice sur la chaîne de télévision publique SABC 2. 
Née à Pretoria et mariée à Willem van Riet, elle fut la première actrice afrikaner en plein régime d'apartheid à interpréter le rôle d'une femme blanche séduisant et embrassant un Noir dans la pièce Miss Julie.
Au cinéma, elle est révélée par le film Les dieux sont tombés sur la tête qui fut un énorme succès mondial.

## Filmographie
- 1967 : Sibérie, terre de violence : Nadia
- 1974 : Pas d'or pour les requins (en) (Ein toter Taucher nimmt kein Gold) : Pascale
- 1977 : Un risque à courir : sœur Janet Hobart
- 1977 : Listen to My Story
- 1977 : Les Diamants du président
- 1980 : Les dieux sont tombés sur la tête : Kate Thompson
- 1982 : Claws
- 1984 : The Outcast : Hannah
- 1984 : The Mountain : Anne Hawkins
- 1986 : Miss Julie (1986) (Julie)
- 1988 : La Vérité au prix de la vie
- 1989 : Jewel of the Gods (1989)
- 1989 : Quest for Love : Dorothy
- 1990 : In the Name of Blood : Laura
- 1993 : Die Prince van Pretoria
- 1995 : Soweto Green
- 1996 : Anna
- 1998 : If This Be Treason : Ilsa Fischer
- 1999 : Saints, Sinners and Settlers
- 2005 : Known Gods : Pearl Jansen
- 2016 : Twee Grade van Moord de Gerrit Schoonhoven : Aleksa Cloete

## Télévision
- 1979 : Pour tout l'or du Transvaal : Mrs. Hasenfeld
- 1980 : Sam et Sally, épisode Le Diamant : Elsa